# Ghost Town (album de Poco)
Pour les articles homonymes, voir Ghost Town.
Albums de Poco
Cowboys and Englishmen Inamorata
Ghost Town est le quinzième album du groupe américain de country rock, Poco. Il sort en 1982 chez Atlantic Records.

## Liste des pistes
| 1.    | Ghost Town                               | Rusty Young | 5:42 |
| 2.    | How Will You Feel Tonight                | Paul Cotton | 3:38 |
| 3.    | Shoot For The Moon                       | Rusty Young | 2:48 |
| 4.    | The Midnight Rodeo (In the Lead Tonight) | Paul Cotton | 2:39 |
| 5.    | Cry No More                              | Rusty Young | 3:33 |
| 6.    | Break of Hearts                          | Paul Cotton | 4:28 |
| 7.    | Love's So Cruel                          | Rusty Young | 3:02 |
| 8.    | Special Care                             | Paul Cotton | 2:42 |
| 9.    | When Hearts Collide                      | Rusty Young | 3:33 |
| 10.   | High Sierra                              | Paul Cotton | 3:40 |
| 35:45 |                                          |             |      |